# Andira surinamensis
Andira surinamensis är en ärtväxtart som först beskrevs av Bondt, och fick sitt nu gällande namn av August Adriaan Pulle. Andira surinamensis ingår i släktet Andira och familjen ärtväxter.

## Underarter
Arten delas in i följande underarter:
- A. s. ovatifoliolata
- A. s. surinamensis